# Mayak (satélite)
El Mayak (en ucraniano y en ruso: Маяк, que significa faro) es un satélite artificial de fabricación rusa.
Proyectado por ingenieros del MAMI Moscow State Technical University (MAMI), se trata de un satélite CubeSat 3U, objeto que apenas pesa 3,6 kilogramos, creada con fondos micromecenazgo (proyecto de recaudación de fondos que consiguió recaudar 1,993,146 rublos para la construcción de la unidad).

## Lanzamiento
El lanzamiento se produjo el 14 de julio de 2017 a las 9:36 (hora de Moscú), desde el emplazamiento 31/6 en el Cosmódromo de Baikonur por un cohete Soyuz-2.1A, con una etapa superior Fregat, cuyo contenido consistía en 71 satélites algunos de los cuales son los siguientes: Kanopus V-IK, dos Corvus-BC, cuatro satélites de la compañía SatByul, AISSat-3, Lemur+, Tyvark, MCA-H, Flock 2k. Mientras alcanza la órbita se irá desplegando cuidadosamente, teniendo finalmente forma de pirámide con base triangular, hasta que consiga llegar a su órbita a una distancia de 600 km.

## Objetivos
Tras alcanzar la órbita, con sus velas desplegadas en forma de pirámide, recubiertas por una película metalizada reflectante, que es 20 veces más delgada que un cabello humano, servirá durante los siguientes 25 días para poder calcular la magnitud aparente de otros objetos espaciales. Durante el seguimiento se estudiarán las capas superiores de la atmósfera, obteniendo nueva información sobre la densidad del aire a gran altura. Transcurrido el tiempo previsto en órbita, el satélite plegará velas para probar un nuevo sistema de frenado aerodinámico para reentrar en la atmósfera, que dará más información sobre la reentrada de deshechos espaciales a la atmósfera.
Según sus creadores, será el tercer objeto más brillante del cielo nocturno, similar a un fulgurante destello, su brillo superará a cualquier planeta, satélite o estrella cercana visible o más que la Estación Espacial Internacional (ISS), según su magnitud aparente, superará a la de Sirio, que oscila entre -1,44 y -1,46, a Venus, que tiene -4,4, a la ISS, que tiene -6. La magnitud a la que más se aproximará es a la de la Luna, que posee una magnitud de -12,6, ya que la del satélite Mayak tendrá -10.

## Observación
A día de hoy (25 de julio de 2017), aún no está claro si ha desplegado con éxito su reflector. Para confirmarlo es recomendable salir y buscarlo. El equipo tiene una app para teléfonos inteligentes de seguimiento llamada CosmoMayak. En todo el mundo se puede hacer mejor la búsqueda con Heavens-Above, que puso una sección dedicada para Mayak en su página de inicio. Solo se debe configurar las coordenadas de ubicación y generar los pasos visibles. El satélite orbita la Tierra una vez cada 97 minutos en una órbita de 587 por 605 km, se encuentra en una órbita retrógrada sincronizada con el Sol, 97°, típica de los satélites de observación de la Tierra.
Para observar la posición de Mayak en tiempo real se puede consultar en: http://www.n2yo.com/?s=42830 existiendo también predicciones para los siguientes días en: http://www.n2yo.com/passes/?s=42830.

## Componentes
- Reflector solar
- Superficie reflectante
- Recipiente reflector
- Mecanismo de apertura
- Sistema de gestión
- Sistema de energía
- Reactor de motor
- Diseño de la fuente
- Fuentes de energía - fuentes de corriente químicas